# 2012–2013-as EHF-bajnokok ligája
A 2012–2013-as EHF-bajnokok ligája a legrangosabb európai férfi kézilabda kupa, mely jelenlegi nevén 20., jogelődjeivel együttvéve 53. alkalommal került kiírásra. A címvédő a német THW Kiel csapata. Magyarországot az MKB Veszprém KC valamint a Pick Szeged képviseli. Mindkettő selejtező nélkül, egyből a csoportkörben kezdhette meg a szereplést.

## Csapatok
A 2012–2013-as EHF-bajnokok ligájában az alábbi 37 csapat vesz részt. A táblázatban az adott szakaszban csatlakozó csapatok nevei találhatóak. 
| Csoportkör                  | Csoportkör               | Csoportkör               | Csoportkör                 |
| --------------------------- | ------------------------ | ------------------------ | -------------------------- |
| THW Kiel CV                 | FC Barcelona             | Chekhovskiye Medvedi     | RK Zagreb                  |
| SG Flensburg-Handewitt      | Chambéry Savoie Handball | St. Petersburg HC        | KS Vive Targi Kielce       |
| Füchse Berlin Reinickendorf | Montpellier A. H.        | RK Celje Pivovarna Laško | Kadetten Schaffhausen      |
| BM Atlético Madrid          | Pick Szeged              | RK Gorenje Velenje       | IK Sävehof                 |
| CB Ademar León              | MKB Veszprém KC          | Bjerringbro-Silkeborg 1  |                            |
| Selejtezőkör                |                          |                          |                            |
|                             |                          |                          | Szabadkártyás csapatok     |
| Alpla HC Hard               | RK Lovcen Cetinje        | HT Tatran Prešov         | HSV Hamburg                |
| RK Sloga Doboj              | Haslum HK                | RK Partizan              | Saint-Raphaël Var Handball |
| HC Dinamo-Minsk             | SSV Bozen Loacker        | Beşiktaş J.K.            | Wisła Płock                |
| Maccabi Rishon LeZion       | FC Porto Vitalis         | HC Dinamo-Poltava        | RK Koper 1                 |
| HC Metalurg Skopje          | HCM Constanţa            |                          |                            |

CV A címvédő automatikusan az első, a legjobb csapatokat felvonultató kalapba került. 
1 Mivel a sorozat megkezdése előtt, a dán bajnok, az AG København csődöt jelentett, a szabadkártyás, dán bajnoki második, Bjerringbro-Silkeborg került automatikusan a koppenhágai csapat helyére a főtáblára. Viszont a Bjerringbro-Silkeborg helyére, a szlovén RK Koper meghívást kapott a selejtezőre.

## Fordulók és időpontok
Valamennyi sorsolás helyszíne Bécs.
| Szakasz        | Forduló                  | Sorsolás dátuma   | 1. mérkőzés                   | 2. mérkőzés                   |
| -------------- | ------------------------ | ----------------- | ----------------------------- | ----------------------------- |
| Selejtezők     | Selejtezők               | 2012. július 3.   | 2012. szeptember 8–9.         | 2012. szeptember 8–9.         |
| Selejtezők     | Szabadkártyás selejtezők | 2012. július 3.   | 2012. szeptember 8–9.         | 2012. szeptember 8–9.         |
| Csoportkör     | 1. mérkőzésnap           | 2012. július 6.   | 2012. szeptember 26–30.       | 2012. szeptember 26–30.       |
| Csoportkör     | 2. mérkőzésnap           | 2012. július 6.   | 2012. október 3–7.            | 2012. október 3–7.            |
| Csoportkör     | 3. mérkőzésnap           | 2012. július 6.   | 2012. október 10–14.          | 2012. október 10–14.          |
| Csoportkör     | 4. mérkőzésnap           | 2012. július 6.   | 2012. október 17–21.          | 2012. október 17–21.          |
| Csoportkör     | 5. mérkőzésnap           | 2012. július 6.   | 2012. november 14–18.         | 2012. november 14–18.         |
| Csoportkör     | 6. mérkőzésnap           | 2012. július 6.   | 2012. november 21–25.         | 2012. november 21–25.         |
| Csoportkör     | 7. mérkőzésnap           | 2012. július 6.   | 2012. november 28-december 2. | 2012. november 28-december 2. |
| Csoportkör     | 8. mérkőzésnap           | 2012. július 6.   | 2013. február 6–10.           | 2013. február 6–10.           |
| Csoportkör     | 9. mérkőzésnap           | 2012. július 6.   | 2013. február 13–17.          | 2013. február 13–17.          |
| Csoportkör     | 10. mérkőzésnap          | 2012. július 6.   | 2013. február 20–24.          | 2013. február 20–24.          |
| Egyenes kiesés | Nyolcaddöntők            | 2013. február 26. | 2013. március 13-17.          | 2013. március 20–24.          |
| Egyenes kiesés | Negyeddöntők             | 2013. március 26. | 2013. április 17-21.          | 2013. április 24–28.          |
| Egyenes kiesés | Négyesdöntő              |                   | 2013. június 1-2.             | 2013. június 1-2.             |

## Selejtezők
A 2012–2013-as EHF-bajnokok ligája selejtezőjén 14 csapat vett részt. 2012. július 3-án Ausztriában, Bécsben tartott sorsoláson az együtteseket három négyfős, valamint egy két csapatos csoportba osztották. Az elődöntők és a döntők lejátszása után a győztesek feljutottak a bajnokok-ligája főtáblájára, a vesztesek a 2012–2013-as EHF-kupában küzdhettek tovább. A mérkőzéseket 2012. szeptember 8.-án és 9.-én játszották.
| 1. kalap           | 2. kalap         | 3. kalap              | 4. kalap          |
| ------------------ | ---------------- | --------------------- | ----------------- |
| HCM Constanţa      | HT Tatran Prešov | HC Dinamo-Poltava     | Alpla HC Hard     |
| RK Sloga Doboj     | Haslum HK        | FC Porto Vitalis      | Beşiktaş J.K.     |
| HC Metalurg Skopje | RK Partizan      | Maccabi Rishon LeZion | RK Lovcen Cetinje |
| HC Dinamo-Minsk    |                  |                       | SSV Bozen Loacker |

Ezen felül az EHF további egy selejtezőcsoportot (W csoport) alakított ki négy szabadkártyás csapatból, melyeket az EHF jelölt ki.
| Szabadkártyás csapatok     |
| -------------------------- |
| HSV Hamburg                |
| Bjerringbro-Silkeborg 1    |
| Saint-Raphaël Var Handball |
| Wisła Płock                |

1 Mivel a sorozat megkezdése előtt, a dán bajnok, az AG København csődöt jelentett, a szabadkártyás, dán bajnoki második, Bjerringbro-Silkeborg került automatikusa a koppenhágai csapat helyére a főtáblára. Viszont a Bjerringbro-Silkeborg helyére, a szlovén RK Koper meghívást kapott a selejtezőre.

### 1. csoport
A csoport valamennyi mérkőzését Szerbiában, Belgrádban rendezték.
|  | Elődöntők           | Elődöntők           | Elődöntők           |    |                     | Döntő               | Döntő               | Döntő |
|  |                     |                     |                     |    |                     |                     |                     |       |
|  | 2012. szeptember 8. |                     |                     |    |                     |                     |                     |       |
|  | RK Sloga Doboj      | RK Sloga Doboj      | 25                  |    |                     |                     |                     |       |
|  | RK Lovcen Cetinje   | RK Lovcen Cetinje   | 23                  |    |                     |                     |                     |       |
|  |                     |                     |                     |    |                     |                     |                     |       |
|  |                     |                     |                     |    |                     | 2012. szeptember 9. |                     |       |
|  |                     |                     |                     |    | RK Sloga Doboj      | RK Sloga Doboj      | 16                  |       |
|  |                     | RK Partizan         | RK Partizan         | 31 |                     |                     |                     |       |
|  |                     |                     |                     |    |                     |                     |                     |       |
|  |                     |                     |                     |    |                     |                     |                     |       |
|  |                     |                     |                     |    |                     | Bronzmérkőzés       |                     |       |
|  | 2012. szeptember 8. | 2012. szeptember 8. | 2012. szeptember 8. |    | 2012. szeptember 9. | 2012. szeptember 9. | 2012. szeptember 9. |       |
|  | RK Partizan         | RK Partizan         | 27                  |    | RK Lovcen Cetinje   | RK Lovcen Cetinje   | 25                  |       |
|  | FC Porto Vitalis    | FC Porto Vitalis    | 25                  |    |                     | FC Porto Vitalis    | FC Porto Vitalis    | 31    |

### 2. csoport
A csoport valamennyi mérkőzését Norvégiában, Rykkinnben rendezték.
|  | Elődöntők           | Elődöntők           | Elődöntők           |    |                     | Döntő               | Döntő               | Döntő |
|  |                     |                     |                     |    |                     |                     |                     |       |
|  | 2012. szeptember 8. |                     |                     |    |                     |                     |                     |       |
|  | HC Metalurg Skopje  | HC Metalurg Skopje  | 25                  |    |                     |                     |                     |       |
|  | Alpla HC Hard       | Alpla HC Hard       | 19                  |    |                     |                     |                     |       |
|  |                     |                     |                     |    |                     |                     |                     |       |
|  |                     |                     |                     |    |                     | 2012. szeptember 9. |                     |       |
|  |                     |                     |                     |    | HC Metalurg Skopje  | HC Metalurg Skopje  | 30                  |       |
|  |                     | Haslum HK           | Haslum HK           | 20 |                     |                     |                     |       |
|  |                     |                     |                     |    |                     |                     |                     |       |
|  |                     |                     |                     |    |                     |                     |                     |       |
|  |                     |                     |                     |    |                     | Bronzmérkőzés       |                     |       |
|  | 2012. szeptember 8. | 2012. szeptember 8. | 2012. szeptember 8. |    | 2012. szeptember 9. | 2012. szeptember 9. | 2012. szeptember 9. |       |
|  | Haslum HK           | Haslum HK           | 29                  |    | Alpla HC Hard       | Alpla HC Hard       | 29                  |       |
|  | HC Dinamo-Poltava   | HC Dinamo-Poltava   | 28                  |    |                     | HC Dinamo-Poltava   | HC Dinamo-Poltava   | 23    |

### 3. csoport
A csoport valamennyi mérkőzését Romániában, Constanţán rendezték.
|  | Elődöntők             | Elődöntők             | Elődöntők           |    |                     | Döntő                 | Döntő                 | Döntő |
|  |                       |                       |                     |    |                     |                       |                       |       |
|  | 2012. szeptember 8.   |                       |                     |    |                     |                       |                       |       |
|  | HCM Constanţa         | HCM Constanţa         | 33                  |    |                     |                       |                       |       |
|  | SSV Bozen Loacker     | SSV Bozen Loacker     | 22                  |    |                     |                       |                       |       |
|  |                       |                       |                     |    |                     |                       |                       |       |
|  |                       |                       |                     |    |                     | 2012. szeptember 9.   |                       |       |
|  |                       |                       |                     |    | HCM Constanţa       | HCM Constanţa         | 26                    |       |
|  |                       | HT Tatran Prešov      | HT Tatran Prešov    | 21 |                     |                       |                       |       |
|  |                       |                       |                     |    |                     |                       |                       |       |
|  |                       |                       |                     |    |                     |                       |                       |       |
|  |                       |                       |                     |    |                     | Bronzmérkőzés         |                       |       |
|  | 2012. szeptember 8.   | 2012. szeptember 8.   | 2012. szeptember 8. |    | 2012. szeptember 9. | 2012. szeptember 9.   | 2012. szeptember 9.   |       |
|  | HT Tatran Prešov      | HT Tatran Prešov      | 36                  |    | SSV Bozen Loacker   | SSV Bozen Loacker     | 30                    |       |
|  | Maccabi Rishon LeZion | Maccabi Rishon LeZion | 20                  |    |                     | Maccabi Rishon LeZion | Maccabi Rishon LeZion | 33    |

### 4. csoport
A csoport valamennyi mérkőzését Fehéroroszországban, Minszkben rendezték.
| Beşiktaş J.K.   | 46 |
| HC Dinamo-Minsk | 61 |

### W. csoport
A csoport valamennyi mérkőzését Franciaországban, Saint-Raphaëlben rendezték.
|  | Elődöntők                  | Elődöntők                  | Elődöntők                  |    |                     | Döntő               | Döntő               | Döntő |
|  |                            |                            |                            |    |                     |                     |                     |       |
|  | 2012. szeptember 8.        |                            |                            |    |                     |                     |                     |       |
|  | HSV Hamburg                | HSV Hamburg                | 28                         |    |                     |                     |                     |       |
|  | Wisła Płock                | Wisła Płock                | 26                         |    |                     |                     |                     |       |
|  |                            |                            |                            |    |                     |                     |                     |       |
|  |                            |                            |                            |    |                     | 2012. szeptember 9. |                     |       |
|  |                            |                            |                            |    | HSV Hamburg         | HSV Hamburg         | 32                  |       |
|  |                            | Saint-Raphaël Var Handball | Saint-Raphaël Var Handball | 31 |                     |                     |                     |       |
|  |                            |                            |                            |    |                     |                     |                     |       |
|  |                            |                            |                            |    |                     |                     |                     |       |
|  |                            |                            |                            |    |                     | Bronzmérkőzés       |                     |       |
|  | 2012. szeptember 8.        | 2012. szeptember 8.        | 2012. szeptember 8.        |    | 2012. szeptember 9. | 2012. szeptember 9. | 2012. szeptember 9. |       |
|  | Saint-Raphaël Var Handball | Saint-Raphaël Var Handball | 28                         |    | Wisła Płock         | Wisła Płock         | 27                  |       |
|  | RK Koper                   | RK Koper                   | 23                         |    |                     | RK Koper            | RK Koper            | 22    |

## Csoportkör
A 2012–2013-as EHF-bajnokok ligája csoportkörében 24 csapat szerepelt, négy hatos csoportba sorsolva. Egy csoporton belül valamennyi csapat játszott a többivel hazai és idegenbeli pályán is. A csoportok első négy helyezettje jutott az egyenes kieséses szakaszba. 
A csoportok beosztását a bécsi Gartenhotel Altmannsdorf-ban sorsolták ki, 2012. július 6.-án, 11:00 órakor. Az EHF koefficiens alapján a 24 csapatot négyesével hat kalapba sorolták. Egyazon kalapból vagy ugyanabból az országból egy csoportba nem kerülhettek csapatok, ezen kritériumok alól kivételt képez a szabadkártyás selejtezőcsoport győztese.  
| 1. kalap          | 2. kalap             | 3. kalap               | 4. kalap                    | 5. kalap                 | 6. kalap             |
| ----------------- | -------------------- | ---------------------- | --------------------------- | ------------------------ | -------------------- |
| THW Kiel CV       | RK Zagreb            | BM Atlético Madrid     | CB Ademar León              | Pick Szeged              | RK Partizan S        |
| AG København 1    | MKB Veszprém KC      | SG Flensburg-Handewitt | Chambéry Savoie Handball    | St. Petersburg HC        | RK Metalurg Skopje S |
| FC Barcelona      | Chekhovskiye Medvedi | KS Vive Targi Kielce   | Füchse Berlin Reinickendorf | RK Celje Pivovarna Laško | HCM Constanţa S      |
| Montpellier A. H. | RK Gorenje Velenje   | Kadetten Schaffhausen  | IK Sävehof                  | HC Dinamo-Minsk          | HSV Hamburg Szk      |

CV A címvédő automatikusan az első, a legjobb csapatokat felvonultató kalapba került. 
S A három selejtezőcsoport győztesei.
Szk A szabadkártyások selejtezőcsoportjának a győztese. 
1 A dán bajnok, az AG København 2012. július 31.-én csődöt jelentett, emiatt visszalépett a sorozatból. Helyét a bajnokság második helyezettje, a Bjerringbro-Silkeborg vette át. 

### A. csoport
| #  | Csapat              | J  | Gy | D | V | RG  | KG  | GK  | P  |
| -- | ------------------- | -- | -- | - | - | --- | --- | --- | -- |
| 1. | HSV Hamburg         | 10 | 7  | 2 | 1 | 313 | 272 | +41 | 16 |
| 2. | Flensburg-Handewitt | 10 | 6  | 3 | 1 | 310 | 279 | +31 | 15 |
| 3. | Chekhovskie Medvedi | 10 | 5  | 4 | 1 | 310 | 282 | +28 | 14 |
| 4. | CB Ademar León      | 10 | 3  | 1 | 6 | 265 | 292 | -27 | 7  |
| 5. | Montpellier HB      | 10 | 2  | 2 | 6 | 301 | 311 | -10 | 6  |
| 6. | RK Partizan         | 10 | 1  | 0 | 9 | 268 | 331 | -63 | 2  |

|                        | CHE   | FLE   | HAM   | LEO   | MON   | PAR   |
| ---------------------- | ----- | ----- | ----- | ----- | ----- | ----- |
| Chekhovskiye Medvedi   |       | 29-29 | 29-29 | 36-22 | 35–29 | 38–31 |
| SG Flensburg-Handewitt | 36-26 |       | 29-26 | 27-22 | 37–37 | 31-23 |
| HSV Hamburg            | 27-27 | 31–28 |       | 32–26 | 35-33 | 30-24 |
| CB Ademar León         | 22–29 | 29-29 | 26-28 |       | 30-28 | 28-23 |
| Montpellier A. H.      | 30-30 | 25–27 | 29-33 | 27-29 |       | 31–26 |
| RK Partizan            | 27–31 | 31-37 | 21-42 | 33-31 | 29–32 |       |

### B. csoport
| #  | Csapat                   | J  | Gy | D | V | RG  | KG  | GK  | P  |
| -- | ------------------------ | -- | -- | - | - | --- | --- | --- | -- |
| 1. | MKB Veszprém KC          | 10 | 9  | 0 | 1 | 295 | 242 | +53 | 18 |
| 2. | THW Kiel                 | 10 | 8  | 0 | 2 | 329 | 265 | +64 | 16 |
| 3. | BM Atlético Madrid       | 10 | 5  | 0 | 5 | 268 | 269 | -1  | 10 |
| 4. | RK Celje Pivovarna Laško | 10 | 4  | 0 | 6 | 245 | 258 | -13 | 8  |
| 5. | HCM Constanţa            | 10 | 2  | 0 | 8 | 234 | 283 | -49 | 4  |
| 6. | IK Sävehof               | 10 | 2  | 0 | 8 | 276 | 330 | -54 | 4  |

|                          | CEL   | CON   | KIE   | ATL   | SAV   | VES   |
| ------------------------ | ----- | ----- | ----- | ----- | ----- | ----- |
| RK Celje Pivovarna Laško |       | 24-19 | 31-28 | 22-28 | 31–25 | 19–24 |
| HCM Constanţa            | 22-17 |       | 25-28 | 23-28 | 28–23 | 27-37 |
| THW Kiel                 | 30-26 | 35–14 |       | 31–27 | 43-34 | 32-21 |
| BM Atlético Madrid       | 26-24 | 25-24 | 27-32 |       | 32-25 | 26-27 |
| IK Sävehof               | 24-29 | 35–31 | 29-40 | 35-30 |       | 22–32 |
| MKB Veszprém KC          | 32–22 | 31-21 | 31-30 | 26-19 | 34–24 |       |

### C. csoport
| #  | Csapat                   | J  | Gy | D | V | RG  | KG  | GK  | P  |
| -- | ------------------------ | -- | -- | - | - | --- | --- | --- | -- |
| 1. | KS Vive Targi Kielce     | 10 | 10 | 0 | 0 | 305 | 249 | +56 | 20 |
| 2. | RK Metalurg Skopje       | 10 | 7  | 0 | 3 | 271 | 215 | +56 | 14 |
| 3. | RK Gorenje Velenje       | 10 | 6  | 0 | 4 | 281 | 250 | +31 | 12 |
| 4. | Bjerringbro-Silkeborg    | 10 | 4  | 0 | 6 | 259 | 281 | -22 | 8  |
| 5. | Chambéry Savoie Handball | 10 | 2  | 0 | 8 | 266 | 294 | -28 | 4  |
| 6. | St. Petersburg HC        | 10 | 1  | 0 | 9 | 225 | 318 | -93 | 2  |

|                          | CHA   | GOR   | KIE   | MET   | SIL   | STP   |
| ------------------------ | ----- | ----- | ----- | ----- | ----- | ----- |
| Chambéry Savoie Handball |       | 20-31 | 26-36 | 30-33 | 29-26 | 33-19 |
| RK Gorenje Velenje       | 31-25 |       | 25-29 | 23-19 | 31–23 | 35-22 |
| KS Vive Targi Kielce     | 36-32 | 30–24 |       | 21–20 | 35-26 | 30-29 |
| RK Metalurg Skopje       | 26–21 | 30-23 | 21-23 |       | 32-18 | 32-19 |
| Bjerringbro-Silkeborg    | 25-23 | 27-26 | 25-34 | 23-26 |       | 31–22 |
| St. Petersburg HC        | 31–27 | 25-32 | 21-31 | 14-32 | 23–35 |       |

### D. csoport
| #  | Csapat                      | J  | Gy | D | V | RG  | KG  | GK  | P  |
| -- | --------------------------- | -- | -- | - | - | --- | --- | --- | -- |
| 1. | FC Barcelona                | 10 | 9  | 0 | 1 | 321 | 252 | +69 | 18 |
| 2. | Füchse Berlin Reinickendorf | 10 | 8  | 0 | 2 | 290 | 279 | +11 | 16 |
| 3. | HC Dinamo-Minsk             | 10 | 5  | 1 | 4 | 276 | 259 | +17 | 11 |
| 4. | Pick Szeged                 | 10 | 3  | 0 | 7 | 260 | 293 | -33 | 6  |
| 5. | RK Zagreb                   | 10 | 2  | 1 | 7 | 266 | 284 | -18 | 5  |
| 6. | Kadetten Schaffhausen       | 10 | 2  | 0 | 8 | 284 | 330 | -46 | 4  |

|                       | BAR   | BER   | MIN   | SCH   | SZE   | ZAG   |
| --------------------- | ----- | ----- | ----- | ----- | ----- | ----- |
| FC Barcelona          |       | 34-23 | 25-24 | 36-25 | 33-24 | 35-25 |
| Füchse Berlin R.      | 31-30 |       | 29-25 | 31-27 | 29-24 | 29-27 |
| HC Dinamo-Minsk       | 28-30 | 31–24 |       | 33–23 | 29-24 | 27-27 |
| Kadetten Schaffhausen | 23–33 | 35-40 | 28-33 |       | 36-29 | 28-27 |
| Pick Szeged           | 28-33 | 22-29 | 26-21 | 30-29 |       | 26–24 |
| RK Zagreb             | 21–32 | 24-25 | 23-25 | 38-30 | 30–27 |       |

## Egyenes kieséses szakasz
| Csoport   | Csoportelső             | Csoportmásodik      | Csoportharmadik     | Csoportnegyedik       |
| --------- | ----------------------- | ------------------- | ------------------- | --------------------- |
| A csoport | HSV Hamburg             | SG Flensburg        | Chekhovskie Medvedi | Reale Ademar León     |
| B csoport | MKB Veszprém KC         | THW Kiel            | BM Atlético Madrid  | RK Celje              |
| C csoport | KS Vive Targi Kielce    | HC Metalurg Szkopje | Gorenje Velenje     | Bjerringbro-Silkeborg |
| D csoport | FC Barcelona Intersport | Füchse Berlin       | Dinamo Minszk       | Pick Szeged           |

### Nyolcaddöntők
A nyolcaddöntők mérkőzéseit 2013. március 14. és március 24. között rendezték meg.
| 1. csapat             | Össz. | 2. csapat               | 1. mérk. | 2. mérk. |
| --------------------- | ----- | ----------------------- | -------- | -------- |
| Bjerringbro-Silkeborg | 50-58 | FC Barcelona Intersport | 26-32    | 24–26    |
| Reale Ademar León     | 45–56 | MKB Veszprém KC         | 20-23    | 25–33    |
| Pick Szeged           | 53–57 | Kielce                  | 26-25    | 27–32    |
| RK Celje              | 60–66 | HSV Hamburg             | 29-38    | 31–28    |
| Chekhovskie Medvedi   | 63–65 | THW Kiel                | 37–35    | 26–30    |
| Dinamo Minszk         | 45–50 | Metalurg Szkopje        | 23–26    | 22–24    |
| BM Atlético Madrid    | 56–55 | Füchse Berlin           | 29-29    | 27–26    |
| Gorenje Velenje       | 50–55 | SG Flensburg-Handewitt  | 25-28    | 25–27    |

### Negyeddöntők
A negyeddöntők mérkőzéseit április 17. és 28. között rendezik meg.
| 1. csapat              | Össz. | 2. csapat               | 1. mérk. | 2. mérk. |
| ---------------------- | ----- | ----------------------- | -------- | -------- |
| BM Atlético Madrid     | 49-52 | FC Barcelona Intersport | 25-20    | 24-32    |
| Metalurg Szkopje       | 40-53 | Kielce                  | 25-27    | 15-26    |
| THW Kiel               | 61-59 | MKB Veszprém KC         | 32-31    | 29-28    |
| SG Flensburg-Handewitt | 51-55 | HSV Hamburg             | 26-32    | 25-23    |

### Velux EHF Final4
A Final Fourt Kölnben rendezik, 2013. június 1. és 2. között. 

#### Elődöntők
| Csapat   | Eredmény | Csapat       |
| -------- | -------- | ------------ |
| Kielce   | 23-28    | FC Barcelona |
| THW Kiel | 33-39    | HSV Hamburg  |

#### Bronzmérkőzés
| Csapat | Eredmény | Csapat   |
| ------ | -------- | -------- |
| Kielce | 31-30    | THW Kiel |

#### Döntő
| Csapat       | Eredmény | Csapat      |
| ------------ | -------- | ----------- |
| FC Barcelona | 29-30    | HSV Hamburg |

## Góllövőlista
Az alábbi lista tartalmazza a legtöbb gólt szerző játékosokat.
| Hely | Név              | Csapat            | Gólok |
| ---- | ---------------- | ----------------- | ----- |
| 1    | Hans Lindberg    | Hamburg           | 101   |
| 2    | Szjarhej Rutenka | Barcelona         | 95    |
| 3    | Anders Eggert    | Flensburg         | 79    |
| 4    | Michał Jurecki   | Vive Targi Kielce | 77    |
| 4    | Nagy László      | Veszprém          | 77    |
| 4    | Naumče Mojsovski | Metalurg Szkopje  | 77    |
| 7    | Marko Vujin      | THW Kiel          | 76    |
| 8    | Domagoj Duvnjak  | Hamburg           | 73    |
| 8    | Holger Glandorf  | Flensburg         | 73    |
| 10   | Gašper Marguč    | Celje             | 72    |